# 长崎企鹅水族馆
长崎企鹅水族馆（日语：ながさきぺんぎんすいぞくかん，英语：Nagasaki Penguin Aquarium）是位于长崎县长崎市宿町的市立水族馆。馆内饲养着9种180只企鹅及其他165种9,700只水生生物。

## 简介
水族馆的前身是1959年开馆的长崎水族馆。长崎水族馆于1998年3月31日闭馆，但由于居民等强烈要求和签名活动，经过搬迁和缩小规模后，于2001年4月22日以长崎企鹅水族馆的名义重新开馆。截至2021年，该馆饲养了全球最多的9种企鹅，是名副其实以企鹅为主的水族馆。此外还饲养了大量鱼类和甲壳类动物。占地面积32,000平方米（陆地部分22,000平方米、水域部分10,000平方米）。吉祥物为“阿巴酱”。除了水族馆外，利用水族馆前日见川河口和海岸的“自然体验区”也是其特色之一。从第一停车场到水族馆约有250米的步行道，沿途还建有再现杂木林和稻田等里山景观的群落生物环境。
馆内需沿着指定路线步行参观。路线途中会先上二楼，再下回一楼。上下楼可使用楼梯或电梯。

### 一楼
- 综合咨询处

- 日本鳀圆形水槽

- 亚南极企鹅池

为二楼亚南极企鹅水槽的水下部分。水深4米、水量200吨的池内，企鹅如飞翔般游动的景象可供观赏。特定时段会举行名为“水中飞行～捕鱼秀～”的水中喂食表演。后述的“ぎん吉”和“ペペ”的标本也在此展出。
- 长崎海水槽

水深3米、水量120吨的水槽中，展示了在长崎县近海可见的约40种200余种鱼类，包括日本竹䇲鱼、六带鲹、真鲷、褐石斑鱼、裂唇鱼、燕鱼、二齿鲀、灰星鲨、皱唇鲨、赤𫚉、海鳝等。
- 多功能室

与长崎海水槽相邻。不同时期举办各种主题展览。
- 温带企鹅

中庭区域饲养着麦哲伦企鹅、秘鲁企鹅和南非企鹅三种企鹅。
- 触摸池

可直接触摸螺类、螃蟹、海星、海参等生物。一旁还陈列着自长崎水族馆时代起便设置的棱皮龟标本（1959年3月26日在福江市捕获，体重400公斤的个体），游客仍可如当年般坐在其龟壳上。
- 企鹅广场

企鹅散步等活动在此举行。
- 企鹅商店

设有商店和轻食咖啡区。轻食咖啡区位于出口外侧，可在入馆前或出馆后使用。商店位于出口内侧。两者均非水族馆直营。

### 二楼
- 小型水族箱

小型水族箱中饲养着海马、条纹虾鱼、刺冠海胆、双带小丑、珊瑚、蝉虾和裸鳃等生物。
- 水母水族箱

- 放大水族箱

通过按钮操作摄像头，可以近距离观察水族箱中展示的生物。
- 长崎鱼类水族箱

多个水族箱再現了珊瑚礁、岩礁、滩涂等环境，可观察到适应不同栖息地的生物。其中包括在长崎无法见到的物种。
珊瑚礁 - 尾斑光鳃鱼、耳带蝴蝶鱼、马夫鱼、半线鹦竺鲷、拟刺尾鲷、花斑拟鳞鲀等。
岩礁 - 丝背冠鳞单棘鲀、褐菖鲉、斑石鲷、褐蓝子鱼、拟隆头鱼、日本鳗鲇等。  
滩涂 - 广东弹涂鱼、大弹涂鱼、招潮蟹。  
釜山水族馆赠送的斑鳜。  
其他生物包括鲈鳗、中华鲎、甘氏巨螯蟹等。
- 亚南极企鹅

1楼亚南极企鹅池的水上部分。可观赏到帝企鹅、凤头黄眉企鹅、西凤头黄眉企鹅、白眉企鹅、纹颊企鹅等5种企鹅。凤头黄眉企鹅在另一个隔离的空间内饲养。
- 普拉·布克水槽

展示仅分布于湄公河的巨型鱼类普拉·布克（湄公河巨鲶）。该个体于1992年由泰国政府赠予长崎市，至今已饲养超过20年。
- 观景露台

- 企鹅信息中心

通过展板和电脑展示企鹅数据库。除现存的18种企鹅外，还收录了已灭绝的远古企鹅信息。后文提到的“フジ”和“ペギー”的标本也陈列于此。
- 虚拟影院

3D影院。除观看影像外，还可通过涂色设计自己的企鹅或鱼类，并在屏幕内的水族箱中让它们游动。
- 小蓝企鹅区

饲养着小蓝企鹅。该区域禁止在拍照时使用闪光灯。
- 企鹅周边商品展示区

展示古今东西的企鹅周边商品（企鹅相关物品）。以企鹅周边商品收藏家永井宪三的收藏为核心，呈现出博物馆般的氛围。

### 自然体验区
- 互动企鹅海滩

2009年7月11日开放。这是世界上首次尝试让只去过繁殖设施的企鹅在天然海洋中畅游。通过在水族馆相邻的自然体验区海滨区域用网和围栏围起，定期限内展示十余只秘鲁企鹅。总面积约3,700平方米。在展示开始前和结束后，游客还可以观察企鹅们通过馆内往返于饲养场和海滩的景象。
- 皮划艇租赁（海洋体验馆）

- 生物群落

从第一停车场至水族馆的日见川左岸步道间的生物群落，自西向东依次再現了“梯田·草地”“溪流·落叶林”“小溪·常绿林”“池塘·海岸林”等生态景观。水域种植有香蒲、稻、薄荷等植物，食蚊鱼在水中游动。树木包括野漆、青刚栎、山樱等。生物群落下方为河口区和海岸区，通过石阶和石墙可下至水边，可观察到半咸水和潮汐池的多种生物。

## 企鹅饲养
长崎企鹅水族馆自其前身长崎水族馆时代起便持续进行企鹅饲养。旧长崎水族馆与捕鲸业龙头企业大洋渔业（现为玛鲁哈日鲁）存在资本关联，因此能够优先接收该公司捕鲸船从南极海域带回的企鹅，在企鹅饲养方面曾位居全国前列。首批被饲养的企鹅是1959年8月从南极洲运来的4只南极企鹅。
截至2015年，该馆饲养了9种企鹅，共约180只，包括帝企鹅、凤头黄眉企鹅、麦哲伦企鹅、巴布亚企鹅、南极企鹅、南美企鹅、洪堡企鹅、南非企鹅和小蓝企鹅，其中7种已成功繁殖。2020年2月，麦哲伦企鹅因繁殖需要被转移至下関市立海洋科学水族馆。因此，一段时间内仅展示8种企鹅，而同年12月，6只西凤头黄眉企鹅入馆，再次恢复9种企鹅的展示。
此外，在长崎水族馆时期就已经饲养过帝企鹅和阿德利企鹅。在饲养与繁殖技术方面，该馆自长崎水族馆时代起便积累了丰富经验，其“长崎方式”已闻名于世。目前饲养的企鹅中约70%为在长崎繁殖的个体，并曾获得繁殖奖项及长期饲养记录。目前各地动物园及水族馆举办的企鹅游行活动，其起源可追溯至旧长崎水族馆。

### 著名企鹅
ぎん吉
雄性帝企鹅。1962年4月1日，由大洋渔业的捕鲸船“关丸”号船员在克罗泽群岛捕获的其中一只。被捕鲸母船“第二日新丸”于4月27日运入旧长崎水族馆。与同期被运入的同伴“ペン吉”和“ぎん子”所生的“ペル”配对，1977年诞下女儿“ペペ”。
1981年10月，与当时存活的同期同伴5只共同创下日本国内最长饲养记录（19年5个月），1992年4月与唯一存活的同期同伴いさむ共同迎来饲养30周年纪念。长崎水族馆闭馆后，ペペ与众多后辈一同在长崎企鹅水族馆继续接受饲养。2001年9月15日（敬老日），为庆祝其长寿而举办了庆祝活动。晚年虽患有白内障，但仍健康地生活，于2002年2月11日因年老体衰去世，距离饲养40周年仅剩数日。2月16日举行了告别仪式。饲养期间为39年9个月15日（因搬入时已为成鸟，实际年龄超过40岁），相当于人类100岁以上的高龄，创下了企鹅世界最长饲养记录。作为从南极洲乘捕鲸船迁徙而来的企鹅，它是世界上最后一只存活的个体。死后被制成标本保存并陈列于馆内，按下旁边的按钮即可听到昔日ぎん吉的鸣叫声。此外，NHK综合电视台《世界·惊奇企鹅故事》（2002年8月19日播出）的拍摄团队在访问南极洲时，将ぎん吉的遗像托付给他们，实现了其生前未能实现的归乡愿望。由于上喙中央的凸起特征明显，最初被命名为“鼻曲”。
截至2018年，馆内的企鹅商店仍销售“ぎん吉套餐”餐饮菜单和“ぎん吉毛绒玩具”等商品，深受喜爱。
ペペ
雌性帝企鹅。1977年9月24日，作为日本国内首例帝企鹅第三代（日本国内繁殖第7例）。其名字是从公开征集的最多提案（1,202份中26份）中选出的。长崎水族馆闭馆后，ペペ与父亲ぎん吉一同在长崎企鹅水族馆继续饲养，与父亲一样长寿，但于2012年8月20日因衰老去世（34岁11个月）。
在饲养室中，它总是依偎在父亲身边，父亲去世后，它还参加了父亲标本的揭幕仪式。去世后，ペペ也被制成标本保存，与ぎん吉并排展示。它没有后代，是日本国内最后一只拥有商业捕鲸血统的企鹅。
フジ
在长崎水族馆时期饲养的雄性帝企鹅。由大洋渔业的捕鲸母船“第二日新丸”从南极洲带回，于1964年3月29日引进。最初它较为低调，甚至没有被命名，但1977年6月17日上野动物园的个体死亡后，它成为当时日本唯一的帝企鹅，开始受到关注。1981年7月，它打破了上野动物园保持的17年3个月的帝企鹅最长饲养记录。1984年，为纪念饲养20周年，收到了来自其故乡南极的冰块，同年5月，与当时世界最高龄的泉重千代交换了手印和脚印。绘本《孤独的企鹅》（文：鹤见正夫，图：椎野利一，出版：儿童出版社）和《迷路的企鹅 フジ的故事》（作：鹤见正夫，图：赤岩保元，出版：金星社）的原型。晚年患有白内障且体力衰弱，但未患重病。直至1992年8月中旬仍保持活力，但自8月23日左右开始换羽后体力逐渐衰退，最终于8月28日下午因年老体衰去世。9月20日举行了告别仪式。饲养期间为28年5个月，创下了帝企鹅的世界最长饲养记录。
作为长崎水族馆中少数饲养的帝企鹅之一，它是日本唯一的个体。因此，它的死亡导致国内暂时没有帝企鹅。1997年，冒险世界从南极引进20只帝企鹅幼崽，国内饲养得以恢复。体高110厘米，体重35公斤（死亡时25.2公斤）。死后被制成标本保存，但因死亡时正值换羽期，制作过程颇为费力。
ペギー
曾于长崎水族馆饲养的雌性帝企鹅。她是ぎん吉的同期同伴——ペン吉与ぎん子之间于1965年9月2日诞生的日本国内首例繁殖成功案例。其诞生时，同室的其他帝企鹅也欢呼雀跃地庆祝。名字是从公开征集的最多提案（1,271份中的约10%）中选出的。其父母的同龄同伴极夫与其配对，但所产的卵均未能孵化或孵化后早逝。

ペギー的繁殖成功使長长崎水族馆于1966年获得日本动物园水族馆协会的繁殖奖和东京动物园协会的高崎奖，1967年又获得日本动物园水族馆协会的技术研究表彰。ペギー生存了27年5个月，直至1993年2月27日去世。死后被制成标本，目前与フジ并排陈列于长崎企鹅水族馆二楼。

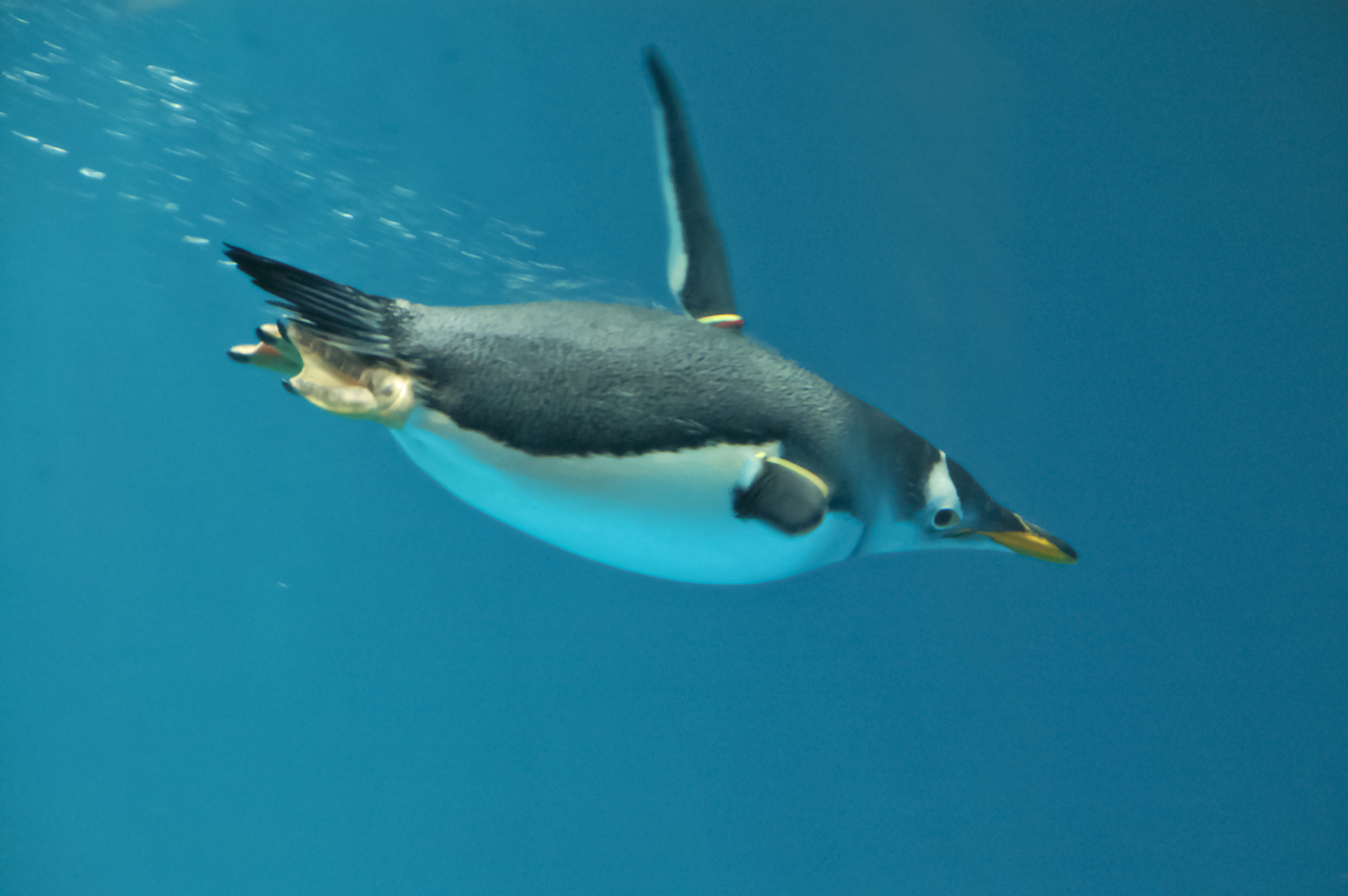
在一楼的水箱里游泳d 巴布亚企鹅
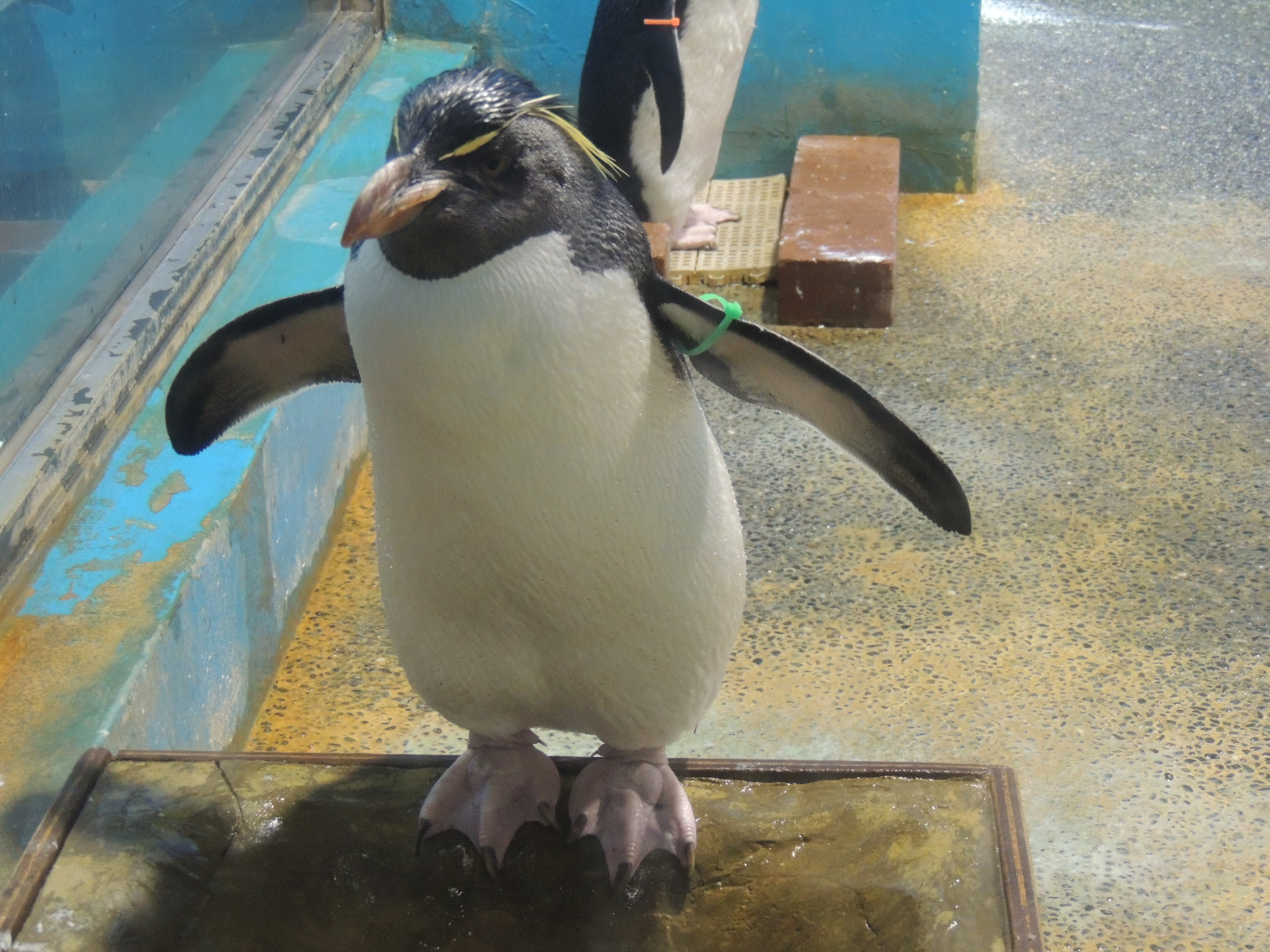
长眉企鹅
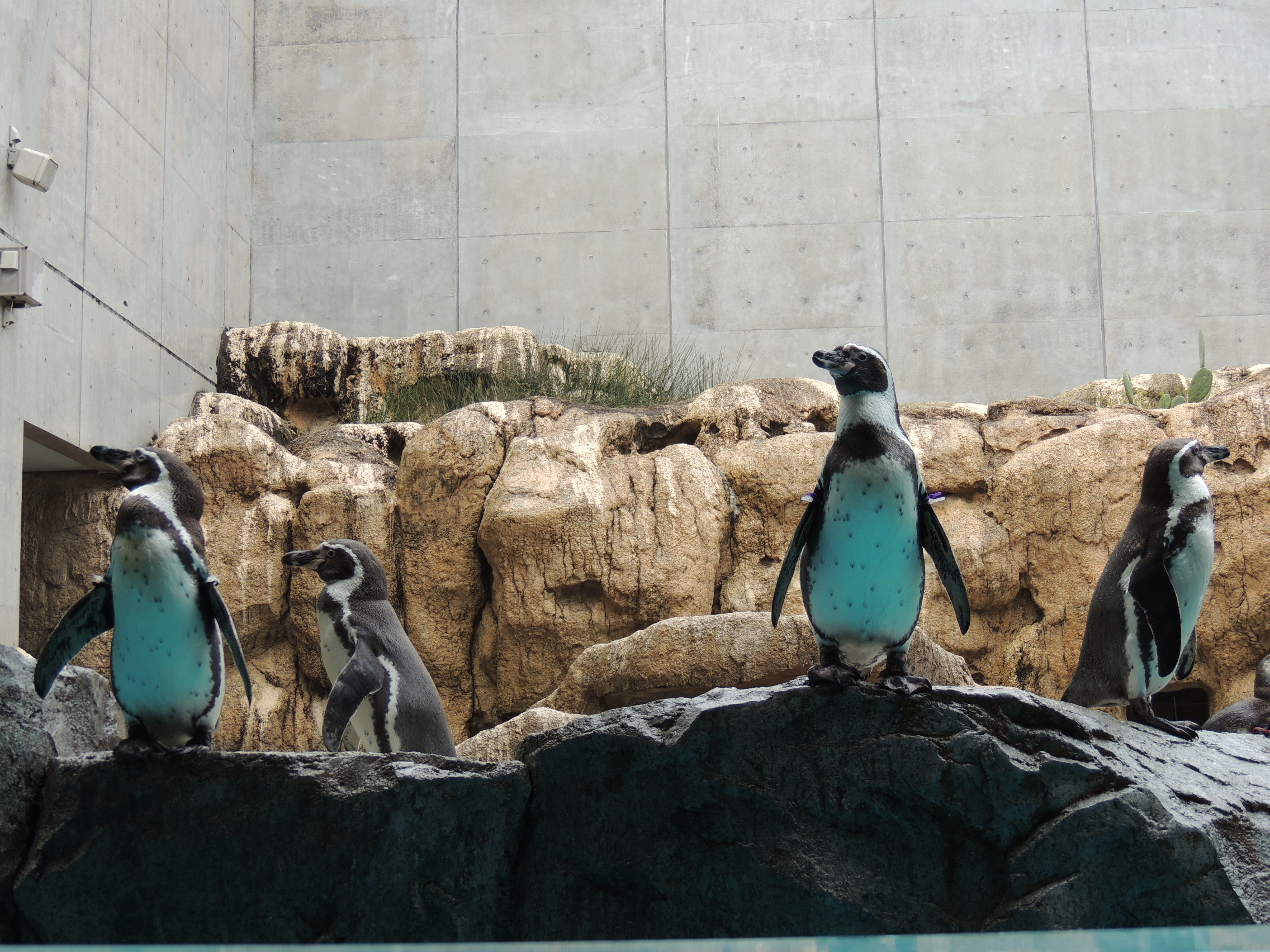
秘鲁企鹅
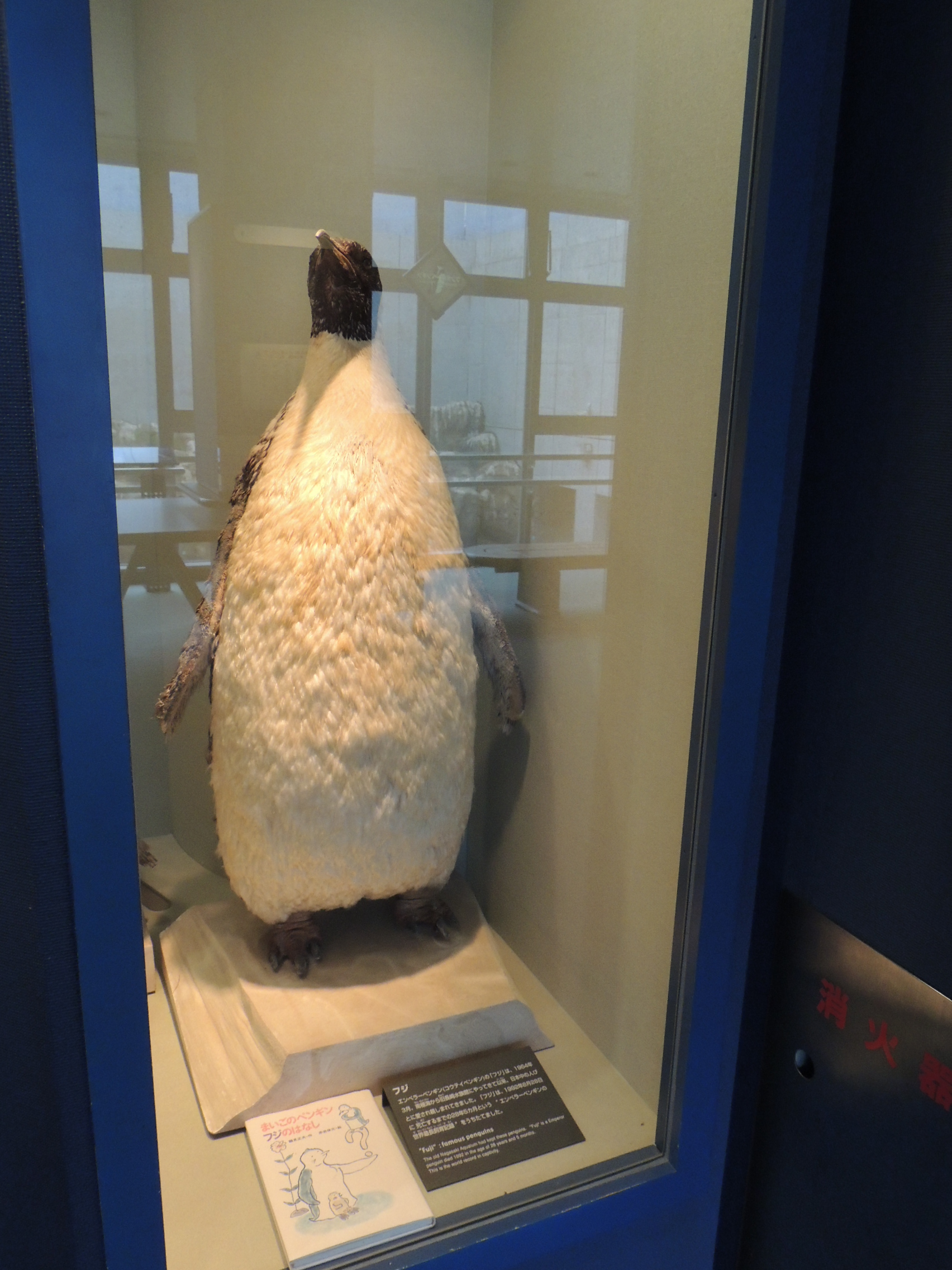
帝企鹅“フジ”的标本

## 交通

### 公共交通
- 从长崎站南口巴士站乘坐开往“网场/春日车库”的长崎县营巴士，在“企鹅水族馆”下车。
- 前往长崎市内方向的巴士，请在“日见公园前”巴士站上车。

### 自驾
- 从鸟栖出发，经长崎高速公路长崎芒塚IC行驶约5分钟。长崎市区无法从长崎町塚IC驶出。
- 从长崎市出发，经国道34号行驶约20分钟。
- 停车场有两个：1号停车场和2号停车场。您可以在从1号停车场到水族馆的步道上享受自然体验区。 2号停车场距离水族馆较近。